# Serial Storage Architecture
Serial Storage Architecture („architektura sériového úložiště“) (SSA) je sériový transportní protokol používaný pro připojení disků k serverům. V roce 1990 to bylo vynalezeno Ianem Juddem ze společnosti IBM. Společnost IBM produkovala množství úspěšných produktů založených na tomto standardu, než byl předstihnut širším protokolem Fibre Channel.
SSA byl podporován průmyslovou asociací SSA jako otevřený standard na rozdíl od jeho předchůdce první generace Serial Disk Subsystem. Počet dodavatelů zahrnující společnosti IBM, Pathlight Technology a Viacom vyráběly produkty založené na SSA. Tím také byl přijat jako standard ANSI X3T10.1. SSA zařízení jsou logicky zařízení SCSI a vyhovují všem příkazům protokolů SCSI.
SSA poskytuje ochranu dat (ochraňuje data) pro kritické aplikace, čímž pomáhá k zajištění toho, že jediný chybný kabel nebude zabraňovat přístupu k datům. Všechny komponenty v typickém SSA podsystému jsou propojeny obousměrnou kabeláží. Data odeslaná z adaptéru mohou cestovat v obou směrech kolem smyčky na místo určení. SSA detekuje přerušení ve smyčce a automaticky mění systém, který pomáhá udržovat spojení, než je spojení znovu obnoveno.
V jednom systému může být podporováno až 192 hot swap pevných disků. Disky mohou být určeny pro použití pole, dokonce v případě selhání hardwaru. Až 32 samostatných RAID polí může být podporováno pomocí adaptéru a pole mohou být zrcadleny mezi servery k poskytování efektivní ochrany pro kritické aplikace. Kromě toho může být pole umístěno až do 25 metrů odděleně – spojeny tenkými, lacinými měděnými kabely – jež dovolují subsystémům, být umístěny v bezpečném, pohodlném místě daleko od onoho serveru.
S vlastní odolností a jednoduchostí použití je SSA nasazen v prostředí se servery/RAID, kde je schopen poskytnout propustnost dat až 80 Mbyte/s, s trvalou přenosovou rychlostí větší jak 60 Mbytes/s v ne-RAIDovém režimu a 35 Mbytes/s v režimu RAID.

## Odkaz charakteristik
Měděné kabely používané v SSA konfiguracích jsou kulaté svazky dva nebo čtyři kroucené páry až 25 metrů dlouhé a ukončeny 9pinovými mikro-D konektory. Impedance je 75 ohmů jednostranně a 150 ohm odlišně. Pro delší vzdálenosti připojení, je možné použít optické kabely až do délky 10 km. Signály jsou diferenciální TTL. Přenosová kapacita je 20 megabajtů za sekundu v každém směru na kanál, s max. dvěma kanály, na kabel. Protokol transportní vrstvy, je bez návratu k nule, s 8B/10B kódování (10 bitů na znak). Vyšší vrstvy protokolu byly založeny na standardu SCSI-3.

## Výrobky, které používají SSA
- IBM 7133
- IBM 2105 Versatile Storage Server (VSS)
- IBM 2105 Enterprise Storage Server (ESS)
- IBM 7190 SBUS SSA Adapter
- Pathlight Technology Streamline PCI Host Bus Adapter
- Pathlight Technology SSA Data Pump
- Pathlight Technology SAN Gateway